# Jorge Solano Murillo
Jorge Solano Murillo (nacido el 16 de diciembre de 1962) es un médico y cirujano español, especialista en Cirugía General y del Aparato Digestivo. Es reconocido como uno de los pioneros en España en la aplicación de técnicas de cirugía laparoscópica avanzada para el tratamiento de la obesidad mórbida y la diabetes tipo 2. Actualmente, ocupa el cargo de Jefe de Servicio de la Unidad de Cirugía Laparoscópica Avanzada del Hospital Quirónsalud Zaragoza.

## Formación Académica
El Dr. Solano es Licenciado en Medicina y Cirugía por la Universidad de Zaragoza (1980-1986), donde se graduó con la calificación de Sobresaliente. En 1992, obtuvo el título de Doctor en Medicina y Cirugía en la misma institución con la calificación "Apto Cum Laude" por su tesis doctoral titulada "Gastroplastia vertical con cerclaje. Una alternativa de tratamiento ante la obesidad mórbida". Por esta investigación, fue galardonado con el Premio Extraordinario de Doctorado en 1994. Posteriormente, en 2001, completó su formación con un Diplomado Universitario en Cirugía Laparoscópica de la Euro Mediterranean School of Endoscopic Surgery.

## Trayectoria Profesional
Realizó su residencia en Cirugía General y del Aparato Digestivo en el Hospital Clínico Universitario "Lozano Blesa" de Zaragoza (1987-1991). Antes de su puesto actual, trabajó como Facultativo Especialista de Área en el Hospital de Alcañiz (Teruel) entre 1992 y 2000, y posteriormente en el Hospital Royo Villanova de Zaragoza, donde es funcionario de carrera.
Su carrera se ha distinguido por ser uno de los primeros cirujanos en el mundo en desarrollar y aplicar técnicas laparoscópicas complejas para la obesidad mórbida. En octubre del año 2000, llevó a cabo la primera intervención de bypass biliopancreático por laparoscopia en España, un hito que lo posicionó como un referente en el campo.
La unidad que dirige en Quirónsalud Zaragoza está considerada una de las de mayor experiencia en España y una de las más destacadas a nivel mundial en cirugía bariátrica y metabólica.

## Contribuciones y Publicaciones
El Dr. Solano es autor de más de 100 publicaciones en revistas científicas, libros y comunicaciones en congresos nacionales e internacionales. Es uno de los coautores de la "Guía para el Tratamiento Quirúrgico de la Obesidad Mórbida", publicada por la Asociación Española de Cirujanos.
Una de sus publicaciones recientes, indexada en Elsevier, aborda el "Desarrollo y validación de un algoritmo predictivo de la longitud total del intestino delgado con técnicas de inteligencia artificial para su aplicación en cirugía bariátrica".

## Reconocimientos
La labor investigadora del Dr. Solano ha sido reconocida con varios premios a lo largo de su carrera. Además, ha sido incluido por la revista Forbes en su lista de los mejores médicos de España, destacando la evolución de la cirugía bariátrica hacia procedimientos más rápidos, seguros y efectivos.

## Membresía en Sociedades Científicas
Es miembro activo de importantes organizaciones profesionales, entre las que se incluyen:
- Secretario de la Sociedad Aragonesa de Cirugía.
- Miembro de la Asociación Española de Cirujanos.
- Miembro de la Sociedad Española de Cirugía Laparoscópica.
- Miembro de la Sociedad Española de Cirugía de la Obesidad (SECO).
- Miembro de la Sociedad Aragonesa de Patología Digestiva.
- Miembro de la Asociación Española de Cirugía Mayor Ambulatoria.